# Loup City
Loup City is een plaats (city) in de Amerikaanse staat Nebraska, en valt bestuurlijk gezien onder Sherman County.

## Demografie
Bij de volkstelling in 2000 werd het aantal inwoners vastgesteld op 996. In 2006 is het aantal inwoners door het United States Census Bureau geschat op 914, een daling van 82 (-8,2%).

## Geografie
Volgens het United States Census Bureau beslaat de plaats een oppervlakte van 2,3 km², geheel bestaande uit land. Loup City ligt op ongeveer 632 m boven zeeniveau.

## Plaatsen in de nabije omgeving
De onderstaande figuur toont nabijgelegen plaatsen in een straal van 24 km rond Loup City.